# Rafael Reis
Rafael Reis   (Setúbal, 15 de juliol de 1992) és un ciclista portuguès, professional des del 2013 i actualment a l'equip Glassdrive-Q8-Anicolor. En el seu palmarès destaca el Campionat de Portugal en contrarellotge del 2022.

## Palmarès
- 2010
  -  Campió de Portugal júnior en contrarellotge
- 2010
  - Medalla d'or als Jocs Olímpics de la Joventut en contrarellotge
  -  Campió de Portugal júnior en ruta
  -  Campió de Portugal júnior en contrarellotge
  - Vencedor d'una etapa a la Cursa de la Pau júnior
- 2013
  -  Campió de Portugal sub-23 en contrarellotge
- 2014
  -  Campió de Portugal sub-23 en contrarellotge
- 2016
  - 1r al Gran Premi Jornal de Notícias i vencedor d'una etapa
  - Vencedor d'una etapa al Trofeu Joaquim Agostinho
  - Vencedor d'una etapa a la Volta a Portugal
- 2018
  - Vencedor d'una etapa al Trofeu Joaquim Agostinho
  - Vencedor d'una etapa a la Volta a Portugal
- 2019
  - Vencedor d'una etapa al Gran Premi Jornal de Notícias
- 2021
  - Vencedor de 4 etapes a la Volta a Portugal
- 2022
  - Medalla d'or en contrarellotge als Jocs del Mediterrani
  -  Campió de Portugal en contrarellotge
  - Vencedor d'una etapa al Grande Prémio O Jogo
  - Vencedor d'una etapa a la Volta a Portugal
- 2023
  - 1r al Gran Premi Jornal de Notícias
  - 1r al Gran Premi Abimota
  - Vencedor d'una etapa al Gran Premi Internacional de ciclisme de Torres Vedras - Trofeu Joaquim Agostinho
  - Vencedor d'una etapa a la Volta a Portugal
- 2024
  - Vencedor d'una etapa al Gran Premi Internacional de ciclisme de Torres Vedras - Trofeu Joaquim Agostinho
  - Vencedor d'una etapa a la Volta a Portugal
- 2025
  - Vencedor d'una etapa al Gran Premi Internacional de ciclisme de Torres Vedras - Trofeu Joaquim Agostinho
  - Vencedor de dues etapes a la Volta a Portugal

### Resultats a la Volta a Espanya
- 2017. 132è de la classificació general